# برنامج الوالدين الحاجب (الحاجز)
برنامج الوالدين الحاجب (الحاجز)، الذي يُعرف بالفرنسية (Le Programme Parents-Secours)، يُعد برنامج ضخم، قائم على العمل التطوعى يهدف لحماية الطفل ومنع الجريمة، ساري تطبيقه في كندا. يضع المشاركون في برنامج ( الوالدين الحاجز) علامات على منازلهم للإشارة إلى كونه منزل محاط بالشرطة وموطن اّمن لجميع أفراد المجتمع الذين يتعرضون لمحنة، وخاصةً الأطفال. إذا أحتاج شخص ما إلى مساعدة ورأى علامة الوالدين الحاجز، يدرك أن هناك شخصًا ما يمكنه مساعدته كما يمكنه طلب خدمة الطوارئ المناسبة إذا لزم الأمر. يضم البرنامج الاّن 300000 مشارك.

## تاريخه
بدأ البرنامج في لندن بأونتاريو عام 1968. بدأت البرامج المستقلة تظهر في جميع أنحاء كندا حتى عام 1983 عندما شُكلت لجنة وطنية كما تم إنشاء برنامج الآباء الحاجز في كندا عام 1986. كانت مدرسة اّرثر سترينجر- الكائنة في شارع شافتسبري بويستمنستر بارك - هي أول من تبنى برنامج الاّباء الحاجز.
في الولايات المتحدة، كان يوجد برنامج الاّباء الحاجز في بويزي اّى دى، في منتصف الستينيات، قبل عام 1968.